# Grotte de la Balauzière
La grotte de la Balauzière est un site d'habitat préhistorique occupé du Paléolithique moyen jusqu'au Néolithique. La grotte est située sur la commune de Vers-Pont-du-Gard, dans le département français du Gard.

## Archéologie
Concernant la Préhistoire, les fouilles anciennes ont livré des occupations humaines des périodes moustérienne (Moustérien Quina), aurignacienne (Aurignacien ancien), probablement gravettienne et néolithique.
Au Moyen Âge, un ermitage a été construit autour de la grotte, englobant celle-ci. Le bâtiment est aujourd'hui en ruine.

## Protection
La grotte et l'ermitage sont classés au titre des Monuments historiques depuis le 27 juillet 1958. Situé sur le domaine privé du château de Saint-Privat, le site n'est pas ouvert à la visite.